# خطوط الولايات المتحدة الجوية الرحلة 1549
حادث طائرة خليج هدسون هي حادثة لحقت بالرحلة رقم 1549 التابعة لشركة طيران خطوط الولايات المتحدة نزلت على مياه نهر هدسون الباردة بعد حوالي خمس دقائق من إقلاعها في 15 يناير 2009. كانت قد أقلعت طائرة الإيرباص A320 قبل ذلك بوقت قصير من مطار لاغوارديا بنيويورك متجهة إلى مدينة تشارلوت في ولاية كارولاينا الشمالية. لكن بعد 90 ثانية من إقلاعها وعلى ارتفاع 3,200 قدم (980 م) أبلغ قائد الطائرة عن وقوع «ضربة طير مزدوجة»، وفقد السيطرة على كلا محرّكي الطائرة، وطلب الرجوع إلى المطار، ولكنه لم يستطع العودة فهبط اضطرارياً على نهر هدسون. وقد نجا جميع من كان على متن الطائرة بعد هبوطها وأخلي جميع من كان عليها بسلام، ونجوا أيضاً من الاصطدام بطائرة مائية كانت متوقفة بالقرب من موقع السقوط. وصفت صحيفة وال ستريت جورنال هذا الهبوط على سطح الماء وبطائرة من هذا الحجم وعلى حالها تقريباً بدون وقوع خسائر في الأرواح، بأنه «واحد من أندر وأكثر التحديات الفنية فخراً في عالم الطيران». ولم تقع من قبل سوى حوادث قليلة في تاريخ الطيران تشابه هذا الحادث.

## الرحلة
أقلعت في 15 يناير سنة 2009 الرحلة رقم 1549 للخطوط الجوية الأمريكية، وهي جزء من تحالف ستار العالمي وتتشارك نفس الرمز مع طيران اليونايتد، حيث أن رمز رحلة اليونايتد هو 1919. أقلعت الطائرة من المدرج رقم 4 في مطار لاغوارديا الساعة 3:26 مساءً (20:26 ت.ع.م.). وعلى متنها 150 راكباً مع طاقم مؤلف من 5 موظفين. ومن بين الركاب كان هناك 23 مسؤولاً من بنك أمريكا، مع مسؤولين من بنوك أخرى، بالإضافة إلى مطرب أسترالي. كانت الطائرة في رحلة داخلية، متجهة أولاً نحو مطار تشارلوت بكارولاينا الشمالية ثم مباشرة إلى مطار سياتل تاكوما بولاية واشنطن.
ضمَّ طاقم الرحلة 1549 الطيار ومساعده وثلاثة مضيفين. كان ربان الطائرة - تشيسلي سولينبرجر - خريج أكاديمية سلاح الطيران الأمريكي وقائد طائرة مقاتلة F-4 II منذ عام 1973 وحتى 1980، غير أنه ترك بعد ذلك سلاح الطيران والتحق بشركة باسيفيك ساوثوست إيرلاينز (Pacific Southwest Airlines) كطيار، ثم انضم إلى شركة خطوط الولايات المتحدة (US Airways)، وهو أيضاً خبير السلامة في رابطة الطيارين الأمريكيين وطيار بالطيران الشراعي. وأما مساعده فاسمه جيفري سكيلز.

## الهبوط على الماء

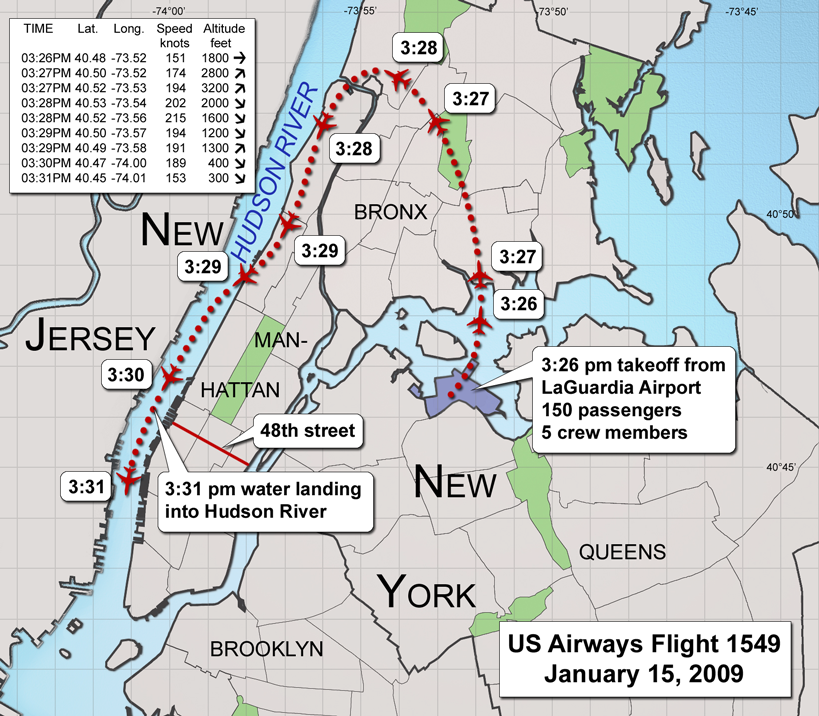
طريق الرحلة

قاد سكيلز الرحلة عند بداية إقلاعها، وقد انتبه لوجود سرب من الطيور قادمة إلى الطائرة. وقبل أن يتمكن من التصرف كانت النافذة قد انقلبت إلى اللون البني الغامق وسُمعت أصواتٌ مكتومة لتلك الطيور وبعدها مباشرة توقف كلا المحركين عن العمل. فاستلم سولينبرجر قيادة الطائرة بينما حاول مساعده تشغيل المحركات مرة أخرى وبدأ بقراءة لائحة طريقة الهبوط الاضطراري استعدادا لها.
أبلغ الكابتن برج المراقبة بمطار نيويورك أنه اصطدم بطيور وأن الطائرة بحالة طوارئ وطلب الهبوط الاضطراري. وقال الركاب وطاقم الضيافة عند سماع شهادتهم بعد ذلك، أنهم سمعوا صوت دوي قوي جدا ورؤوا اللهب وأعقبه فقدان الكهرباء وضجيج بالمحركات واشتموا رائحة وقود داخل قمرة الركاب. وفي ردة فعل سريعة على ماحدث للطائرة، فقد أعطى البرج قبطان الطائرة مسار العودة إلى مطار لاغوارديا وأخبره بأن ممر رقم 13 مفتوح له. ولكن القبطان أعلن عدم قدرته على العودة. وفي تلك اللحظة كانت الطائرة على ارتفاع 3,200 قدم (980 م) قبل البدء بالهبوط.
حدد القبطان مطاراً آخر وأشار إلى رغبته بالهبوط هناك اضطراريا، وهو مطار تيتربورو بمقاطعة بيرجن بولاية نيو جيرسي. ولكنه أبلغ البرج بعد قليل "لا يمكننا فعل ذلك.."، "..ونحن سنكون في هدسون" في إشارة واضحة إلى أنه سيحط بطائرته على نهر هدسون بسبب هبوط الطائرة الشديد. وقد أبلغ برج لاغوارديا عن رؤيتهم الطائرة وهي تسير بعلو أقل من 900 قدم (270 م) فوق جسر جورج واشنطن. وعندما اقتربت الطائرة من المياه، أبلغ الطيار بالاستعداد للاصطدام"، وأعطى المضيفون تعليماتهم للركاب بخفض رؤوسهم.
هبطت الطائرة على مياه النهر بعد مرور 6 دقائق على إقلاعها من مطار لاغوارديا وبسرعة 110 عقدة في الساعة (200 كلم / 125 ميل)، باتجاه الجنوب بالقرب من شارع 48 بمانهاتن وبالقرب من 3 مرافئ قوارب، أخبر القبطان المحققين بأنه تعمد أن يهبط بالقرب من القوارب وذلك ليكون للناجين من الطائرة فرصة كبيرة لإنقاذهم.
أحد أعضاء المجلس الوطني لسلامة النقل (NTSB) قال بأن محاولة الهبوط تلك وبطائرة من هذا الحجم تعتبر من أنجح عمليات الهبوط الاضطراري على الماء في تاريخ الطيران".

## الإجلاء
بعد توقف الطائرة فوق الماء مباشرة، بدأ طاقم الضيافة بإخلاء الركاب عبر مخارج الطوارئ الأربعة الموجودة فوق الأجنحة وعلى المزالق المتفوخة بالهواء الممتدة خارج أبواب الركاب الأمامية انتظارا لقوارب الإنقاذ. ولم يتم فتح الأبواب الخلفية بسبب أنها كانت تحت الماء وفتحها سيسبب غرق الطائرة. وتم إخلاء الأطفال والنساء أولا حسب قربهم من منافذ النجاة ثم أًخلي باقي الركاب جميعا. وبعد إفراغ الطائرة من الركاب قام الكابتن بتفتيشها مرتين ليتأكد من عدم بقاء أحد على متنها، ولكي يكون آخر شخص يخرج منها.

## عملية الإنقاذ

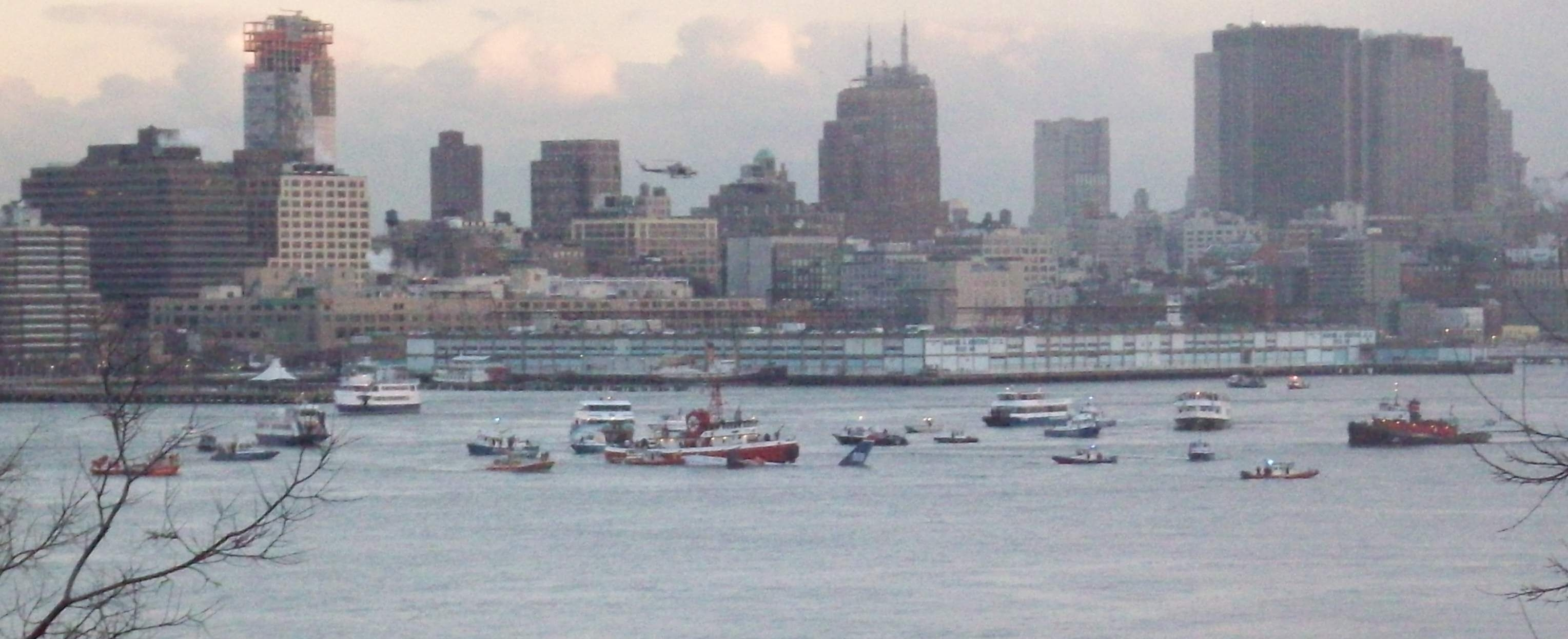
الطائرة وقد أحاط بها خفر السواحل الأمريكي وإدارة إطفاء نيويورك والشرطة بالإضافة إلى العبارات البحرية

بعد توقف طائرة الإيرباص بأربع دقائق، أي بالساعة 3:31 مساء لقطة فيديو ذات توقيت زمني من كاميرا تابعة لحرس السواحل أظهرت أن السفن المحلية قدمت للإنقاذ بالساعة 3:35 مساء حيث أن أكثر ركاب الطائرة كانوا على الجناحين وعلى مزالق الإنقاذ الهوائية، وخلال دقائق أتت عبارات إطفاء مدينة نيويورك وشرطة نيويورك وحرس السواحل الأمريكي للمساعدة في جهود الإنقاذ. وتم إخلاء جميع الركاب مع الطاقم بأمان. وقد أرسلت مطافيء نيويورك أربع قطع بحرية مع الغواصين.
وخارج النهر تم إعلان حالة طوارئ من الدرجة الثالثة لمطافئ نيويورك وجهزت وحدات إمداد لوجستية وكذلك 35 سيارة إسعاف في حالة حدوث إصابات من الرحلة. وتم تجهيز بعض المستشفيات القريبة (سانت فنسنت وسانت بارناباس).

### الإصابات
أصيبت المضيفة دورين ويلش بتهتك عميق بإحدى ساقيها من مجموع 78 راكبا عولجوا من إصابات بسيطة وانخفاض في درجة الحرارة. تعافت المضيفة لاحقاً وأعلنت عن تقاعدها في 2010 لعدم رغبتها في الطيران مرة أخرى.
واستقبل مركز سنت فينسنت الطبي جرحى الحادث حيث وضع ما بين 5 إلى 10 تحت الملاحظة بسبب ظهور حالات البرد بينهم. وكذلك مستشفى سنت لوك-روزفلت الذي استقبل عشرة مصابين. وهناك 15 راكبا عولجوا بالمستشفيات بينما عولج الباقي بالموقع كإسعافات أولية. ولم يكن هناك حيوانات أليفة بمستودع الشحن حيث قال ناطق عن الشركة: «نحن لانحمل أي حيوانات أليفة بالعفش».

## النتائج
ألغى رجال الإطفاء حالة الطوارئ وانسحبوا من الموقع في الساعة 4:55 مساء، وفي الساعة 5:07 مساء أعلن المدير العام لشركة خطوط الولايات المتحدة من خلال مؤتمر صحفي بمقر الشركة بتيمبي، ولاية أريزونا، أن الهبوط الاضراري على الماء كان بسبب حادث. لقد حظي طاقم تلك الطائرة وخصوصا قائد الطائرة سولينبرجر خلال الحادث بالإشادة على نطاق واسع، ومن ضمنهم عمدة نيويورك مايكل بلومبيرغ وحاكم نيويورك ديفيد باترسون الذي أشار إلى الحادث بأنه معجزة في نهر هدسون. وقال الرئيس جورج بوش: «نحن نستلهم الخبرة والشجاعة من طاقم هذه الطائرة»، وأشاد أيضا بجهود طواقم الطوارئ والمتطوعين الذين كانوا موجودين خلال المكان وقت الحادث.
كما قال الرئيس باراك أوباما بأن الجميع فخورون بسولينبرجر «البطل الذي استطاع إنزال طائرة متضررة بسهولة»، وشكر أيضا باقي الطاقم وجميع الذين كانوا بمنطقة السقوط حيث مدوا يد المساعدة وأعانوا جميع ركاب الطائرة البالغ عددهم 155.
وبعد انتهاء الحادث، غرق الجانب الخلفي للطائرة وإن بقيت طافية فوق النهر، ثم سحبها التيار المائي لترسو بجوار أحد الأرصفة بالقرب من المركز المالي العالمي (World Financial Center) حوالي 4 ميل (6 كـم). انفصل المحرك الأيسر من الطائرة خلال الهبوط، واعتقد بأن المحرك الأيمن قريب من الخلع ولكن تبين لاحقا بأنه لا يزال مثبتا على الطائرة، وإن تمزقت معظم الأغطية المحيطة به. وفي يوم 17 يناير نقلت الطائرة المهشمة من نهر هدسون وقطرت في مركب ضخم ونقلت إلى نيوجيرسي للفحص.
كما هو معلوم بعرف الملاحة الجوية أن رقم أي رحلة طيران سيتغير عند وقوع حادث لطائرة تلك الرحلة، لذا فقد أعيد تسمية تلك الرحلة إلى رحلة رقم 1543 بتاريخ 16 يناير 2009، ثم تغير ذلك إلى رحلة رقم 1867 ابتداءً من 12 فبراير 2009. وقد ألغيت جميع الخطوط الفرعية لتلك الرحلة المشؤومة في يوم الحادث.

### التحقيق
بعد الحادث بقليل، قالت الناطقة باسم وكالة الطيران الفدرالية بأن الطائرة قد تكون اصطدمت بالطيور. أرسل المجلس الوطني لسلامة النقل فريقاً (ويتكون عادة من اختصاصيين بالمجالات المتعلقة بالحادث)، أكد تقرير أولي صدر بتاريخ 16 يناير على أن الطائرة سقطت بسبب ضربات الطيور. هذه الضربات ومن ثم فقدان الدفع لكلا المحركين بنفس الوقت أكدها التحليل الأولي للصندوق الأسود (Cockpit Voice Recorder CVR) وصندوق تسجيل الرحلات (Flight Data Recorder) الذين انتشلا من جسم الطائرة بواسطة فريق المجلس الوطني لسلامة النقل عندما تم رفعها خارج النهر يوم 18 يناير. وظهرت تقارير تقول بأن الطائرة وبنفس الرحلة قد حصل لها حادث مشابه ولكن أقل خطورة وهو انهيار ضاغط المحرك بتاريخ 13 يناير. وخلال تلك الرحلة تم إبلاغ الركاب بأن الطائرة ستهبط اضطراريا. ولكن بعد ذلك بفترة قصيرة بدأ المحرك بالعمل ثانية مما حدا بالطاقم بالاستمرار بالرحلة.
وقد لاحظ فريق المجلس الوطني لسلامة النقل وجود أجزاء عضوية من بينها ريشة، وأيضا دلائل على وجود أجسام عضوية ناعمة مهشمة بالكامل بالمحرك الأيمن. وقد انتشل المحرك الأيسر من النهر بتاريخ 23 يناير وهو بحالة شبيهة لحالة المحرك الأيمن وقد انتزعت منه قطعة كبيرة من الغطاء.

## في الإعلام
في 9 سبتمبر 2016 صدر فيلم سينمائي باسم سولي (بالإنجليزية: Sully) تدور أحداثه حول حادث الرحلة 1549 كانت الشخصية الرئيسية فيه قائد الطائرة القبطان سولينبرجر. وهو فيلم سيرة ذاتية درامي أمريكي من إخراج وإنتاج كلينت إيستوود وكتابة تود كومارنيكي وبطولة توم هانكس، آرون إيكهارت، لورا ليني، آنا غان، أوتوم ريسر، هولت مكالاني و‌جيري فيرارا.

## وصلات خارجية
- التقرير الأولي للمجلس الوطني لسلامة النقل الأمريكي
- آخر تصريح عن الحادث من  نسخة محفوظة 12 أكتوبر 2008 على موقع واي باك مشين. – خطوط الولايات المتحدة الجوية
- تحقيقات الكوارث الجوية - الهبوط في نهر هدسون ـ ناشيونال جيوغرافيك
- طريق الرحلة على جوجل إيرث على موقع fboweb.com نسخة محفوظة 18 يناير 2009 على موقع واي باك مشين.
- صور على موقع تويتر خاصة بـ Janis Krums والمأخوذة مباشرةً بعد الحادث.